# Piel morena (banda)
Piel Morena fue un grupo musical español liderado por los sevillanos Javier Labandón Pérez (actualmente más conocido como El Arrebato), Enrique Núñez y Juan Blanco.

## Historia
En 1988 lanzaron su primer álbum titulado "Bamboleo", con el consiguieron abrirse un hueco en la música española; su estilo era una rumba flamenca muy similar al estilo de otros grupos como Sombra y luz, Los Chavis o Los Calis con un estilo si cabe algo más latino. En 1989 publicaron A nuestro ritmo, un disco más elaborado y cuidado. "Le dices de parte mía, "Te invito a vivir", "El Pequeño" o "Amor primero" son algunas de las canciones que forman parte de este álbum.
En 1990 llega su tercer disco titulado Rabia y coraje con el cual Piel Morena se terminaría de consagrar en el panorama musical de España. En él, cabe destacar temas como "Gitano", "Mama no llores", "Díselo tú" o "Un día descubrió".
En 1991 editan Darle bambú; con canciones como "Darle Bambú, "Horizones Blancos" o "Camarón". Este mismo año también saldría un casete recopilatorio de sus mejores temas, incluyendo algunos inéditos.
Su último disco con la discográfica Mercurio fue publicado en 1992 y se tituló Unamos las manos el cual contiene baladas como "No llores más", "Amor,amor, amor" o "Guitarra amiga". 
En 1993 y con una nueva discográfica (Producciones AR) saldría su séptimo disco , Al viento, un disco que contenía una buena dosis de rumba y baladas flamencas.
En 1995 y tras un año sin preparar nada nuevo, el grupo sorprende al público con un disco distinto a los anteriores. Después de varios años haciendo rumbas, empiezan a grabar canciones con un estilo que no había hecho más que comenzar: la Tecno-rumba. Los resultados no se hicieron esperar y Piel Morena se reinventó, en este álbum titulado Sin cariño ni amor. Canciones como "El Vestido", "Se que le gusto", o "Es tarde para perdonar" obtuvieron una excelente acogida. Junto a este álbum salió a la venta un casete en formato económico titulada Alianza eterna que contenía ocho de las canciones del álbum.
En 1996 editan el que fue considerado por sus seguidores su disco más laborioso, Te paseas con él, para el cual utilizaron una imagen más moderna.
Canciones como "Laura", "Madre mía", "Buenos amigos", "No cabe tanto amor" o "Serás para mí", supusieron que este trabajo fuera el más comercial del grupo y el que más sonó en algunas emisoras de radio. Junto a este álbum también salió un casete económico con ocho canciones de su álbum oficial titulado Laura que fue un éxito en ventas. 
En 1997 salió a la venta otro casete en formato económico titulado Serás para mi que contenía ocho canciones. Cuatro de ellas eran de su anterior trabajo "Te paseas con el", dos de su trabajo de 1995 "Sin Cariño ni amor" y las dos restantes de su primer álbum con Producciones AR "Al viento".
El año 1998 fue trágico para su trayectoria, pues Juan decidió abandonar la formación. A pesar de esto, decide ayudar a Javier y a Enrique a grabar lo que sería el último álbum, Sueños de amor, con una línea de Tecno-Rumba más pop.
En el año 1999 sale a la venta una cinta en formato económico grabada por Javier Labandon y Enrique Nuñez en la que Piel Morena, con ritmos más flamencos, se presentaban como dúo. Este álbum nunca vio la luz en formato CD. Puso el punto final a sus once años de carrera musical.
Tras la separación definitiva de Piel Morena, Javier Labandón comienza a buscarse la vida como solista, graba maquetas, busca discográficas... Al final, gracias al contacto de Dioni Martín -cantante del grupo Camela- Javier consigue un contrato con la discográfica EMI grabando, bajo el nombre artístico de El Arrebato, su primer disco Poquito a poco (2001), con el que conseguiría llegar a lo más alto y consagrarse como figura de la música española.

## Discografía oficial
- Bamboleo. (1988)
- A nuestro ritmo. (1989)
- Rabia y coraje. (1990)
- Darle bambú. (1991)
- Unamos las manos. (1992)
- Al viento. (1993)
- Sin cariño ni amor. (1995)
- Te paseas con él. (1996)
- Sueños de amor. (1998)
- Un cachito. (1999) (Solo en formato casete)

## Discografía alternativa
- Madre, Bamboleo, A nuestro ritmo y nuevos éxitos. (1991) (Recopilatorio con canciones inéditas)
- Al viento. (1993) (8 Canciones) (Casete económico)
- Alianza eterna. (1995) (8 Canciones) (Casete económico)
- Laura. (1996) (8 Canciones) (Casete económico)
- Serás Para mi. (1997) (8 Canciones) (Casete económico)
- Piel morena Precio Regalo. (1997) (Recopilatorio CD económico)
- Tu amor Llegará. (1998)  (8 Canciones) (Casete económico)
- Piel morena. (2003) (Recopilatorio CD económico)[4]